# Policía Migratoria (Venezuela)
La Policía Migratoria es un cuerpo policial venezolano adscrita a la Policía Nacional Bolivariana (PNB) y creado el 5 de octubre de 2018 con la finalidad de reforzar las leyes de migración existentes, tener mayor control del éxodo de venezolanos a los países de la región y para atender 72 puntos de control, en fronteras, puertos y aeropuertos en el país.

## Creación
El 5 de octubre de 2018, la vicepresidenta Delcy Rodríguez anunció la creación de la Policía Migratoria para reforzar las leyes de migración ya existentes, tener mayor control del éxodo de venezolanos a los países de la región y para atender 72 puntos de control, en fronteras, puertos y aeropuertos. Delcy explicó que el cuerpo policial ya se encontraba en fase de preparación y que estaría fundamentado con la estructura organizativa del Servicio Administrativo de Identificación, Migración y Extranjería (SAIME). También aclaró que el SAIME conservaría sus competencias en materia de identidad y extranjería, mientras que la Policía Migratoria se encargaría del control migratorio.

## Historia
El 9 de octubre de 2018, el gobierno nacional informó sobre la designación del mayor general Luis Rodríguez González como director de la Policía de Migración. El 18 de octubre, el servicio de Policía de Migratoria fue activado en el Aeropuerto Internacional Simón Bolívar por orden del ministro de interior y justicia Néstor Reverol, asegurando que el cuerpo policial regularía las actividades ilícitas de los migrantes que entran y salen del país y explicando que los funcionarios atenderían a los pasajeros en las 50 taquillas de entrada y salida internacional del aeropuerto.

## Controversias
El 12 de noviembre de 2018, un mes después de la creación del cuerpo policial, agentes del Comando Nacional Antiextorsión y Secuestro (CONAS) adscritos al estado Táchira detuvieron a dos funcionarios de la Policía Migratoria y empezaron la búsqueda de otros por estar involucrados en un secuestro. El hombre fue secuestrado el 8 de noviembre cuando junto con su esposa pasó por un punto de control de la Policía Migratoria que estaba situado en la localidad de San Pedro del Río, en el municipio Ayacucho de Táchira, fueron obligados a salir del carro y fue raptado. La Policía Migratoria también ha sido denunciada por revisar hasta los billetes de efectivo que los pasajeros llevan con ellos en el Aeropuerto Internacional de Maiquetía.